# آراکل آراکلیان (لغت‌شناس)
آراکل گئورگی آراکلیان (ارمنی: Առաքել Գևորգի Առաքելյան؛  زادهٔ ۱۳ ژانویهٔ ۱۸۸۷ - درگذشته ۵ مهٔ ۱۹۸۰) یک لغت‌شناس، مترجم، تاریخ‌نگار ادبی، تدریس اهل ارمنستان بود.

## زندگی‌نامه
در ۱۳ ژانویهٔ ۱۸۸۷ در خناتساخ به دنیا آمد و از دانشکده علوم الهی گئورگیان فارغ‌التحصیل شد. وی در دانشگاه دولتی ایروان و دانشگاه دولتی علوم پرورشی خاچاطور آبوویان ارمنستان فعالیت می‌کرد.  وی همچنین برنده دانشمند شایسته ارمنستان شوروی (۱۹۵۵) شده است. وی در ۵ مهٔ ۱۹۸۰ در سن ۹۳ سالگی در ایروان درگذشت.

## یادداشت
1. ↑  բանասիրական գիտությունների դոկտոր